# Наистина любов
„Наистина любов“ (на английски: Love Actually) е британска романтична комедия от 2003 година със сценарист и режисьор Ричард Къртис.

## Сюжет
Действието се развива в днешен Лондон пет седмици преди Коледа и проследява серия вълнуващи и забавни истории с много романтични финали в коледната вечер.

## Актьорски състав
- Алън Рикман – Хари
- Ема Томпсън – Карън
- Хю Грант – Дейвид
- Кийра Найтли – Джулиет
- Колин Фърт – Джейми
- Сиена Гилъри – приятелката на Джейми
- Лусия Монис – Аурелия
- Лиъм Нийсън – Даниъл
- Томас Сангстър – Сам
- Бил Най – Били Мак
- Грегър Фишър – Джо
- Мартин Маккъчън – Натали
- Чуетел Еджиофор – Питър
- Андрю Линкълн – Марк
- Лора Лини – Сара
- Родриго Санторо – Карл
- Майкъл Фицджералд – Майкъл
- Крис Маршъл – Колин
- Абдул Салис – Тони
- Хайке Макач – Мия
- Мартин Фрийман – Джон
- Джоана Пейдж – Джуди
- Оливия Олсън – Джоана
- Били Боб Торнтън – президент на САЩ
- Роуън Аткинсън – Руфъс
- Клаудия Шифер – Каръл
- Нина Сосаня – Ани
- Ивана Миличевич – Стейси
- Дженюъри Джоунс – Джийни
- Елиша Кътбърт – Каръл-Ан
- Шанън Елизабет – Хариет
- Денис Ричардс – Карла
- Лулу Попълуел – Дейзи
- Маркъс Бригсток – Майки
- Джулия Дейвис – Нанси
- Руби Търнър – Джийн
- Адам Годли – Г-н Тренч

## Продължение
Главна статия: Наистина е Денят на червения нос
През февруари 2016 г. започват снимките на късометражен филм, който ще покаже какво се случва с персонажите 14 години по-късно. Филмът е излъчен на 24 март 2017 г. по BBC One във Великобритания. Измежду завръщащите се актьори са Хю Грант, Кийра Найтли, Колин Фърт, Лиъм Нийсън, Бил Най, Андрю Линкълн, Томас Броуди-Сангстър, Маркъс Бригсток, Чуетел Еджиофор и Роуън Аткинсън. Актьорите, които няма да се появят отново, са Ема Томпсън, Мартин Фрийман, Родриго Санторо и покойният Алън Рикман.
Допълнителни сцени с Лора Лини и Патрик Демпси са заснети след британската премиера за излъчването в САЩ на 25 май 2017 г.

## „Наистина любов“ в България
На 19 август 2017 г. bTV Comedy излъчва филма с български дублаж. Дублажът е на студио „Медиа Линк“. Екипът се състои от:
| Преводач            | Моника Спасова                                                            |
| Режисьор на дублажа | Мария Ангелова                                                            |
| Тонрежисьор         | Стамен Янев                                                               |
| Озвучаващи артисти  | Ася Рачева Петя Миладинова Цветослава Симеонова Виктор Танев Даниел Цочев |